# Пахарам

Малаяли акшарамал

Пахара́м (малаял. പകാരം) — па, 34-я буква алфавита малаялам, обозначает глухой губно-губной взрывной согласный. В лигатурах после согласных, также как и тамильская Иппанна, озвончается: മ്പ — мба. Акшара-санкхья — 1 (один).
Носализация — പം, придыхание — പഃ.
Лигатуры: ппа — പ്പ , мба — മ്പ. Символ юникода — U+0D2A.